# Çağlar Söyüncü
Çağlar Söyüncü (pronunție în turcă [ˈtʃaːlaɾ sœˈjyndʒy]; n. 23 mai 1996, İzmir, İzmir, Turcia) este un fotbalist turc, care joacă pe post de fundaș la Fenerbahçe în Süper Lig, împrumutat de la Atlético Madrid. Pe plan internațional, are prezențe la națională pentru Turcia U20⁠(d), Turcia U21⁠(d), Turcia, Turcia U18⁠(d) și Turcia U19⁠(d).
Ajungând la SC Freiburg în fereastra de transfer din vară a Bundesligii din 2016, el este primul fotbalist turc care a fost transferat în Bundesliga direct din Liga a Doua a Turciei.
Debutând pentru echipa națională a Turciei în anul 2016, Söyüncü este primul jucător de la Altınordu SK chemat la echipa națională de fotbal a Turciei după 78 de ani, ultimul fiind Sait Altınordu în 1937. El este, de asemenea, primul jucător chemat la echipa națională de la orice club de fotbal din Izmir din 1997 încoace.

## Cariera pe echipe

### Altınordu SK
În timpul sezonului 2015-2016 a fost dorit de Beșiktaș JK, Galatasaray SK și FC Sevilla, însă jucătorul în vârstă de 20 de ani a semnat cu Freiburg din Bundesliga pentru că a considerat că este o alegere mai bună pentru cariera sa.

### SC Freiburg
La 24 mai 2016, Söyüncü a semnat cu echipa germană SC Freiburg, care promovase în sezonul anterior și urma să joace în Bundesliga, sezonul 2016-2017. El și-a făcut debutul în Bundesliga în meciul din prima etapă cu Hertha Berlin, care s-a terminat cu 2-1 pentru echipa din Berlin, la 28 august 2016. El a fost dorit de Lille OSC, AS Roma și Villarreal CF în timpul perioadei de transfer din sezonul 2016-2017. Manchester City a fost și ea interesată de Söyüncü.

### Leicester City
La 9 august 2018, Söyüncü a semnat cu echipa din Premier League, Leicester City, un contract de cinci ani, care a intrat în vigoare după ce a obținut un permis de muncă.

## Cariera la națională

### Senior
În noiembrie 2015, a fost chemat la echipa națională de fotbal a Turciei de către antrenorul Fatih Terim, după accidentarea fundașului central Serdar Aziz. La 17 noiembrie 2015 Söyüncü a fost rezervă în meciul amical împotriva Greciei, dar a rămas pe bancă și nu a primit șansa de a juca. La 18 martie 2016, el a fost chemat la echipa națională pentru meciuri amicale împotriva Suediei și Austriei, care au avut loc la 24 martie 2016 în Antalya, Turcia și, respectiv, pe 29 martie, în Austria.
Înlocuindu-l pe Ozan Tufan în minutul amical al jocului amical împotriva Suediei, Söyüncü a contabilizat joi, 24 martie 2016, prima sa selecție la echipă națională. Al doilea meci pe care l-a jucat la națională a fost cel cu Rusia din 1 septembrie 2016, în care a fost titular și care s-a încheiat cu 0-0.

## Stil de joc
Având abilități de conducător, Söyüncü este un bun playmaker, având un dribling și o sincronizare bună cu ceilalți jucători. Cu o înălțime de 1.87 m, el este puternic în duelurile aeriene. În 2016, el a declarat că idolul său este fundașul spaniol Carles Puyol și că îl admiră pe fundașul german Mats Hummels.